# 존 피터 올트겔드
존 피터 올트겔드(John Peter Altgeld, 1847년 12월 30일 ~ 1902년 3월 12일)는 미국의 정치인으로 1893년부터 1897년까지 제20대 일리노이주지사를 역임했다. 1850년대 이후 첫 민주당 일리노이주지사이다. 진보운동의 선도적 인물로서, 알트겔드는 직장안전, 아동노동 관련 법안들에 서명했으며, 헤이마켓 사건으로 유죄를 선고받은 사람 세 명을 사면했다. 또한 1894년 풀먼사 파업 당시 파업을 군을 동원해 분쇄하라는 요구를 거부했다. 1896년 알트겔드는 민주당 내 진보파의 수장으로서 대통령 그로버 클리블랜드를 비롯한 버번 민주당원들을 비판했다. 1896년 선거에서 열정적인 선거운동을 펼쳤으나 연임에 실패했다.
오늘날의 독일 땅인 나사우 공국에서 태어난 알트겔드는 미국 중서부의 농장에서 성장했다. 어렸을 때 남북 전쟁이 발발해 북군에 입대하기도 했다. 미주리주에서 육체노동을 해가며 고학으로 법학을 공부하면서 진보적 사상을 갖게 되었다. 이후 주지사로 당선되기 전까지는 시카고에서 부동산 개발업 및 지역 법조인으로 생활했다. 병약하여 불과 54세의 나이로 사망할 당시 클래런스 대로의 법률사무소에서 일하고 있었다.

## 어린 시절
오늘날 독일 라인란트팔츠주에 속하는 나사우 공국의 젤터스에서 메리와 존 P. 올트겔트의 맏아들로 태어났다.  그가 3개월때 그의 부모는 독일을 떠나 자신들의 유아기 아들을 미국으로 데려왔다.  그들은 오하이오주 맨스필드 근처의 농장에 정착하였다.  남북 전쟁이 일어나자 올트겔드는 북군에 입대하려고 16세의 나이에 분가하여 자신의 나이에 관한 거짓말을 한 그는 오하이오 제164 보병대에 입대하였다.  올트겔드의 보병대는 예비대로서 버지니아주에서 복무하여 노동과 정찰을 하고 단 하나의 작은 접전에 참가하였다.  올트겔드 자신은 거의 발열로 죽을 뻔했다.  그러고나서 그는 부친의 농장에서 일을 하고 이웃의 도서관과 렉싱턴에 있는 사립 학교에서 공부를 하였으며 2년간 학교에서 교사를 맡았다.
오하이오주 신학교에서 짧은 시간 후, 그는 미주리주로 건너가 지방순회 철도 건설 대원들에 일하였던 동안 변호사가 되는 데 공부를 하였다.  기후와 노동으로부터 병에 걸리게 된 올트겔드는 미주리주 서배나 근처에 교사와 농장 노동자로서 정착하기 전에 캔자스주와 아이오와주를 돌아다녔다.  거기서 그는 개인 법률 회사에서 법률을 읽기 시작하였고 1871년 앤드류군 법정에 수용되었다.  그는 아무 대학에서 교육을 받지 않았다.  그가 공부했을 법학 대학원은 올트겔드가 법정에 수용되기 1년전 1872년까지 창립되지 않았다.  서배나에서 올트겔드는 처음에 정치에 참여하게 되었다.  그는 도시 검사를 지내고 주의 입법부에 선출되어 2년의 기간 중 1년 후에 사임하였다.
1875년 올트겔드는 시카고에서 자신의 법률 경력을 지속하는 데 거기로 이주하였다.  그는 즉시 오하이오주에 있는 자신의 고향을 방문하였다.  1877년 그는 리칠랜드군에서 존 포드와 루스 스미스의 딸 엠마 포드에게 결혼하였다.  그들의 결혼 생활은 어찌됐든 행복했으나 아무 자녀도 출산하지 않았다.
올트겔드의 법률 실무는 성공을 보이기 시작했고 그는 1880년까지 독립적 법률 실무를 관리하고 있었다.  그는 시카고에 있는 주거용 및 사무실용 재산과 오하이오주 뉴어크에 노면전차 선을 포함한 일련의 부동산 거래와 개발 프로젝트들의 일련으로부터 부유해졌다.  그의 가장 주목할 만한 프로젝트는 당시 시카고에서 가장 큰 건물이었던 16층의 사무소 건물 유니티 빌딩 (1891년)이었다.  1890년 1월 올트겔드는 현재 다운타운 시카고에 있는 노스디어본 가의 127번지에 많은 것을 매입하고 훗날의 유니티 빌딩을 건설하고 관리하는 데 유니티 컴퍼니를 설립하였다.  그는 그 노력에 자신의 재산을 무차별적으로 기부하였고 오래간 건설은 생각보다 빨리 움직이고 있었다.  하지만 이 일은 10만 달러의 실수로 이끌었고 건물의 프레임워크의 거의는 재건해야 했다.  올트겔드는 제닝스 트러스트 컴퍼니와 시카고 내셔널 은행의 회장 존 R. 월시로부터 40만 달러를 빌리기로 시도하면서 실수를 하기도 했다.  계약에서 전문적 사항은 올트겔드를 위하여 많은 문제들을 일으켰다.  결국적으로 새로운 계약이 맺어졌으나 올트겔드는 월시로부터 30만 달러 만을 빌릴 수 있었다.  그는 직접 돈의 나머지를 모으게 되었고 유니티 빌딩의 건설은 완성되었다.  1893년 그는 유니티 빌딩이 그에게 그의 모든 업적 중 가장 개인적인 만족감을 안겨주었던 것을 선언하였다.
올트겔드는 백만장자가 되었고 일리노이주지사를 위하여 출마할 당시 시카고에서 6채의 건물을 소유하였다.

## 초기 정치 경력
역사가 필립 드레이에 의하면 올트겔드의 이름은 "진보 시대의 여명기와 동의어이다"라고 한다.  그의 첫 공개 개시물은 그 자격으로 법령을 다시 작성했던 미주리주 서배나에서 도시 검사였다.  미주리주에서 올트겔드는 그레인저 운동과 민주당에 연루되었고 1874년 군을 위하여 주검사로 선출되었따.  이후에 올트겔드가 쓰면서 그는 형사 사법 제도와 빠르게 환멸을 느끼고 겨우 1년 후에 사임하였다.
1884년 올트겔드는 일리노이 제4선거구의 현직 하원 조지 애덤스를 상대로 의회를 위하여 출마하기로 결정하였다.  그해 그는 〈우리의 형별 기계와 그 피해자들〉의 타이틀을 가진 형벌 개혁에 관한 수필을 발행하였다.  그의 수필은 범죄자들을 개혁하기 보다 투옥이 강화된 범죄자를 낳았다는 것을 주장하였다.  이 선거구가 공화당에 푹 빠져있었어도 애덤스는 그를 겨우 8 포인트 (54-46 퍼센트) 차이로 꺾어 2년 일찍이 잘 알려진 민주당원 램버트 트리보다 더욱 나으게 보였다.  이후에 공화당원이 회상하면서 "그(올트겔드)는 선출되지 않았으나 우리의 행정 위원회는 그가 만든 강한 조사에 의하여 꽤 겁이 났다"고 한다.
1886년 그는 쿡군의 최고 법원으로 선출되어 1891년까지 판사석에 지냈다.

## 일리노이주지사

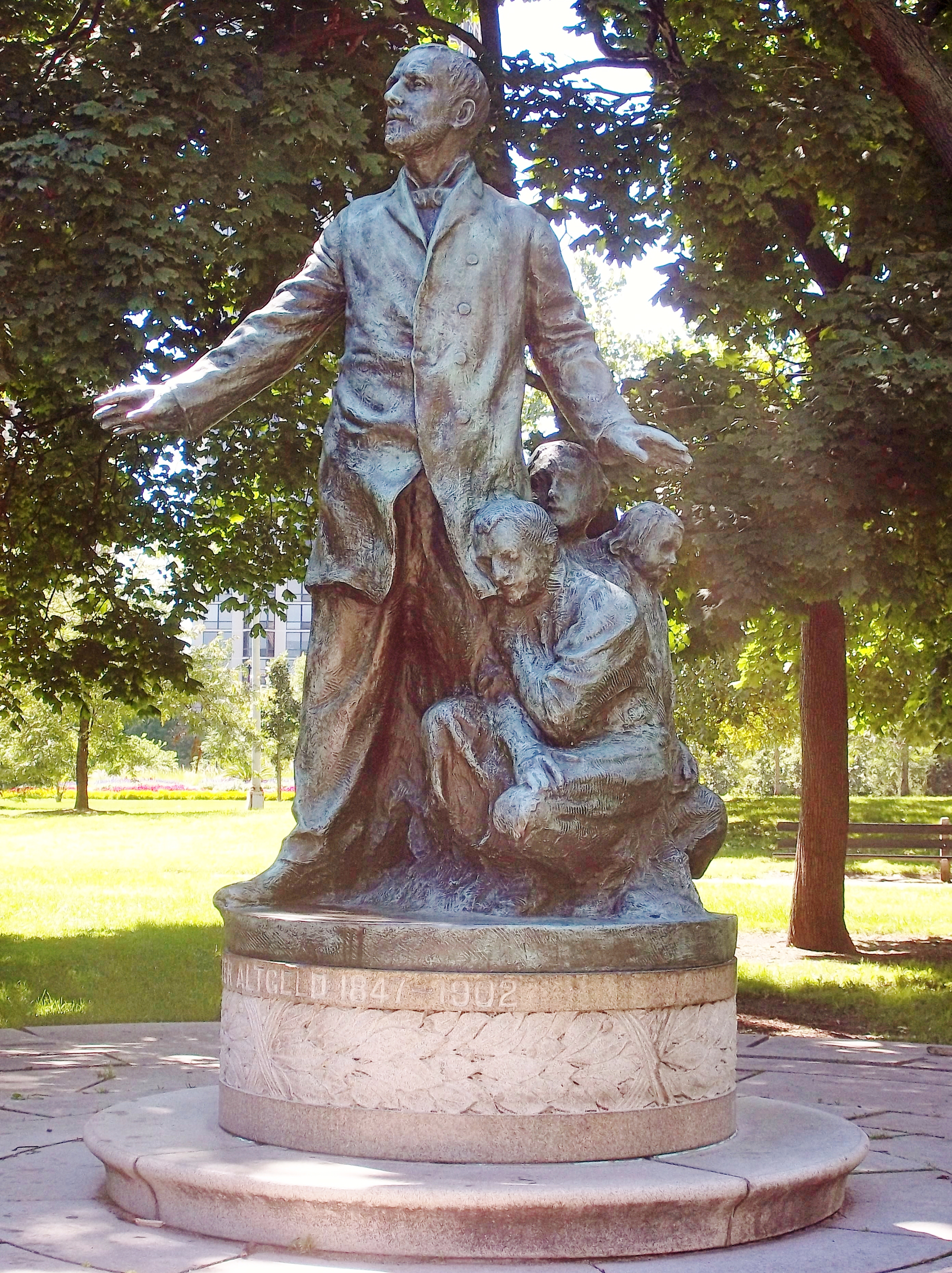
시카고 링컨 공원에 세워진 올트겔드의 동상

1891년 그는 일리노이 주의회가 미국 상원으로 자신을 임명할 것을 추구한 것에 비성공적으로 존 M. 파머를 도전하였다.

### 1892년 주지사 선거
그는 일리노이주지사를 위하여 출마하는 데 민주당원들에 의하여 징집되었다.
올트겔드가 받는 길을 가로막는 장애물들 중의 하나는 파머였고 1891년 상원을 위하여 그를 도전한 올트겔드에 아직도 씁쓸하였다.  당의 연장자 정치인으로 간주된 파머의 올트겔드에 반대는 무거웠을 것이다.  올트겔드의 지지자 마이클 C. 맥도널드는 파머에게 올트겔드의 입후보에 반대하지 않았기 때문에 쿡군의 민주당원들이 동년의 대통령 선거에서 당의 대통령 후보 지명에 그를 지지하지 않을 것에 공허한 약속을 했다.
올트겔드는 자신의 동족 독일계 미국인들 중에 인기가 있었다.
올트겔드에 관한 긍정적인 보장을 제공한 단 하나의 시카고 신문은 마이클 C. 맥도널드에 의하여 운영된 시카고 글로브였다.  시카고 언론의 그밖에서 올트겔드는 맥도널드와 자신의 정치적 결사, 헤이마켓 사건에서 유죄 판결을 받은 남성들과 시카고의 이로쿼이 클럽과 자신의 결연을 향한 자신의 자유주의적 동정을 받았다.  그는 위험한 급진주의자이자 주의 기업과 상업적 우려에 대한 위험한 위협으로 그려졌다.  하지만 많은 주의 남부 신문들은 올트겔드에게 긍정적인 보장을 제공하였다.
또한 시초적으로 구했던 민주당 후보 지명은 존 C. 블랙이었다.  다른 후보들은 출마하는 것으로부터 단념되었다.  예를 들어 주의 하원 제임스 코커렐은 자신의 출마하는 계획들을 버리는 데 클래런스 대로에 의하여 확신되었다.  하지만 2월 23일까지 그것은 블랙이 경주로부터 제외되어 올트겔드를 민주당 후보 지명을 추구하는 단 하나의 후보로서 두었다.  올트겔드는 스프링필드에서 열린 주의 회의에서 첫 비밀 투표에 민주당 후보 지명을 얻었다.
올트겔드의 지지자들은 그를 "가난한 자의 친구"로 더빙하였다.
총선에서 그는 인기있던 현직 공화당 주지사 조지프 W. 파이퍼를 향했다.
올트겔드는 활발한 강연 순회에 선거 운동을 벌이러 주를 가로질러 여행을 다녔다.  그는 주의 프로젝트들을 위하여 파이퍼의 교도작업 이용을 공격하였고 그의 학교 개혁 기록을 공격하였다.  파이퍼는 유권자의 마음 속에 각인되게 하는 것을 도운 그의 기록을 상대로 올트겔드의 주장을 반박하지 않았다.
올트겔드와 자신의 관계는 선출 가능성, 특히 시골 투표인들에 영향을 미칠 부정적인 영향을 완화하기 위하여 맥도널드는 선거가 있기 한달 전에 쿡군 중앙 위원회에 자신의 역할을 일시적으로 사임하였다.
올트겔드는 파이퍼를 좁게 꺾었다.  그는 1856년 이래 일리노이주지사로 선출된 첫 민주당원이자 첫 외국 태생 시민이며 시카고 주민으로 처음이었다.

### 과도기
올트겔드는 자신의 승리가 있던 짧은 후에 신경 쇠약을 겪고 수반되는 반열로 죽을 뻔했다.  그는 자신의 취임식에 나올 수 있었으나 자신의 연설에 짧은 부분만 전달할 수 있었다.  집회장이 너무 따뜻해서 여러 사람들이 기절할 정도였어도 두꺼운 외투를 입은 올트겔드는 창백했고 눈에 띄게 떨고 있었다.  회의의 사무원이 그의 연설의 나머지를 전달하였다.

### 재직 기간
주지사로서 올트겔드는 국가의 가장 진보적인 아동노동과 직장안전을 이끌고 주정부에서 중요한 직위들로 여성들을 임명하였으며 교육을 위하여 주의 기금을 대폭 증가시켰다.

#### 풀먼사 파업
1894년 유진 데브스에 의하여 이끌어진 풀먼사 파업이 일어났다.  올트겔드는 소란을 진압하는 데 연방군을 보내는 데 그로버 클리블랜드 대통령에게 권한을 부여하는 데 거부하였다.  올트겔드는 클리블랜드 대통령에게 파업과 관련된 보고들이 과장되었고 실제의 폭력이 군인들을 보내는 결과 만으로서 시작될 것을 경고했던 것을 나타내는 편지를 썼다.  그럼에도 불구하고 미국 우정청 배달들의 분열과 정당화로 인정된 미국 연방 정부의 근심과 함께 파업을 상대로 연방 금지 명령이 발행되었다.  하지만 우정청의 감독관 L. L. 트로이는 아무 편지도 분열되지 않았던 것을 언급하였다.  반란의 조건이 존재하는 경우에만 주에 들어오는 데 연방군들을 허용하는 헌법 조항 4조를 인정한 올트겔드는 파업을 진압하는 데 군사를 보내는 결정에 법적으로 아무런 관련이 없었다는 것을 주장하였다.  결국 그는 셔먼 반독점법 아래 지방 검사의 법원 명령 오용을 비판하는 데 기회를 잡아 "이 결정은 전까지만 해도 남성들 중에 들리지 않던 새로운 정부의 형성을 설립하는 것을 위하여 우리 역사상 전환점을 맞이한다; 그것은 명령에 의한 정부이다 ... 이 새로운 질서 아래 연방 판사는 한번 입법자와 사형 집행인이 된다."고 썼다.  하지만 그해 7월 4일 클리블랜드 대통령은 이후 미국 대법원이 지지하는 조치로 올트겔드의 찬성 없이 수천명의 군인들을 시카고로 보냈다.  올트겔드의 반대는 당시 주지사를 위하여 매우 특이한 입장으로 보였다.  올트겔드는 연방군의 이용을 반대했을 것이나 파업을 제어하는 데 민병대를 휘둘렀다.  그는 파업이 일어난 동안 광부들이 석탄을 나르는 것으로부터 시카고, 페오리아와 세인트루이스 철도를 막은 마운트 올리브를 포함한 8개의 지역들로 민병대를 보냈다.  한번 거기서 주지사는 그들을 사유 재산의 관리인 또는 경비원으로서 그들을 이용한 것으로 금지시킨 일반 주문 8호를 발행하였다.

#### 사면과 관용
역사적으로 올트겔드는 1886년 헤이마켓 사건에서 유죄 판결을 받은 3명의 생존 남성을 사면한 것으로 주로 기억된다 (다른 4명은 이미 사형을 당했고, 한명은 교도소에서 자살했음).  그들의 사례를 검토한 그는 후속 학자들과 마찬가지로 그들의 기소에 심각한 사법 오심이 있었다고 결론을 지었다.  올트겔드는 편견이 너무 강해서 신념이 신뢰할 수 없는 상황에서 재판이 열렸다고 결론을 지었다.  3명의 생존 남성을 사면하는 그의 결정의 결과로서 그는 극심한 공격을 받았다.
어떤이들은 정의의 오심이 있었다는 그의 발견 외에도 올트겔드는 또한 그의 헤이마켓 사건 사면에서 복수에 의하여 동기가 부여되었다고 주장한다.  그들을 기소한 판사 조지프 E. 게리는 쿡군 대법원의 법정모욕죄에서 올트겔드를 발견한 판결을 옹호하였다.  올트겔드는 강한 원한을 품고 있는 것으로 알려져 있다.
1895년의 말기까지 그는 81명의 죄수들을 풀어주어 신문들이 그를 존 "파든" 올트겔드로 더빙하는 것으로 이끌었다.
그해 5월 댄빌에서 2명의 강간범으로 기소된 사람들을 린치한 농부들과 올트겔드의 사면들 중의 하나 후에 폭도의 폭력이 일어났다.
자신의 직무의 마지막 날에 그는 7명의 살인범들을 포함한 심각한 범죄들로 유죄 판결을 받은 26명을 석방시켰다.
총수에 그는 다음과 같은 유죄 판결을 받은 형을 사면하거나 감형했다 -
- 위조, 횡령죄, 고살, 주거침입 혹은 절도죄 75명

- 살인죄 19명

- 강간, 성적 폭행 혹은 근친상간 8명

- 강도 혹은 방화 5명

### 비성공적인 1896년 재선 운동
풀먼사 파업과 헤이마켓 사건 사면들은 그의 보수적인 적들에 의해 그를 불리하게 이용당했다.  그가 독일에서 태어난 이래 올트겔드는 대통령을 위하여 출마하는 데 자격이 없었으나 1896년 클리블랜드 세력에 대항하는 싸움을 이끌었다.  올트겔드는 공개적으로 클리블랜드와 그의 보수적 지지자들과 헤어졌다.  1896년 대통령 선거가 열린 동안 올트겔드는 민주당을 은화자유주조와 버번 민주당원들로 갈라놓은 도움을 주었다.  그는 민주당 대통령 후보자 윌리엄 제닝스 브라이언과 공천 후보에 재선을 위하여 출마하였다.  올트겔드는 후보 지명을 위하여 브라이언을 지지하지 않았고 브라이언의 선거 운동을 위하여 중앙적이었던 은화자유주조 판자를 지지하는 데 망설였다.  하퍼스 위클리는 "야심적이고 비양심적인 일리노이주 공산주의자"로서 불려진 올트겔드의 꼭두각시가 될 것을 경고하였다.  하지만 자신이 올트겔드를 위한 앞잡이였던 것으로 비난으로 인해 상처를 받고 있던 브라이언은 주지사를 피하고 그를 지지하지 않았다.
일리노이주에서 공화당원들은 올트겔드에 자신들의 공격들을 전념하였다.  시카고에서 13,000명의 환호하는 파르티산 청중 앞에서 시어도어 루스벨트는 올트겔드가 "대량 살인을 묵인하는 사람", "가장 악명 높은 살인을 묵인하고 격려한 사람"이자 "워싱턴과 링컨의 정부를 무법의 붉은 웰터로 대체할 환상적인 부정직이자 파리 코뮌 만큰 나쁜 사람"이었다고 말했다.  자신의 쇠퇴한 건강에 불구하고 올트겔드는 정력적으로 선거 운동을 벌였으나 존 R. 태너에 의하여 꺾였다.  올드겔드는 일리노이주에서 10,000개의 투표에 의하여 자신의 당의 대통령 후보 브라이언을 능가했다.

## 시카고 시장 후보자

### 1899년
올트겔드는 1897년 시카고의 시장으로 선출된 카터 H. 해리슨 주니어의 정치적 상대였다.  올트겔드는 해리슨이 국가 수준에서 민주당에서 보존력을 지휘하는 데 목표를 두었고 만약 해리슨이 시장으로 재선된다면 그가 1900년 민주당 전당 대회로 보수적 사절단들을 직접 고를 권력을 가질 것이라고 믿었다.  덜 공격적인 선택권으로 "은화자유주조" 공화당원 해리슨의 장래의 상대를 찾은 올트겔드는 시장을 위하여 출마하는 데 자신에게 결정하여 그 자신도 승리에 대한 희미한 희망을 가졌으나 진보적인 민주당 투표를 갈라놓는 데 추구하여 해리슨을 패배로 보냈다.
올트겔드는 해리슨이 정치 기계를 쌓고 있었고 그의 행정부는 부패했다는 것을 비난하여 1899년 3월 해리슨 행정부는 도시 공공사업 프로젝트와 함께 연결에서 정치적 제휴자들에 의한 도시 기금들의 절도에서 공범이었다는 것을 공공적으로 주장하였다.
자신의 최종 선거 운동에서 올트겔드는 지방 소유권 정당의 후보로서 시카고의 시장을 위하여 출마하였다.  그는 3위로 와 투표의 15 퍼센트 이상을 얻었으나 카터 해리슨 시장의 패배로 자신의 숨은 동기를 달성할 수 없었다.

### 1901년
1901년 올트겔드는 시장을 위하여 민주당 후보 지명을 위하여 해리슨을 도전하는 데 기발한 노력을 이루었다.

## 주지사 이후의 세월
남북 전쟁에서 죽음을 맞이한 이후로 병약했던 올트겔드는 주지사로 지낸 동안 운동 실조를 겪어 걷는 데 자신의 능력을 손상시켰다.  그는 심하게 저당잡힌 개인적 저택을 제외한 자신의 전체 재산을 잃었고 자신의 친구이자 전 피보호자 클래런스 대로의 중재 만이 경쟁적인 재정적 파멸에서 그를 구해주었다.

## 사망과 유산

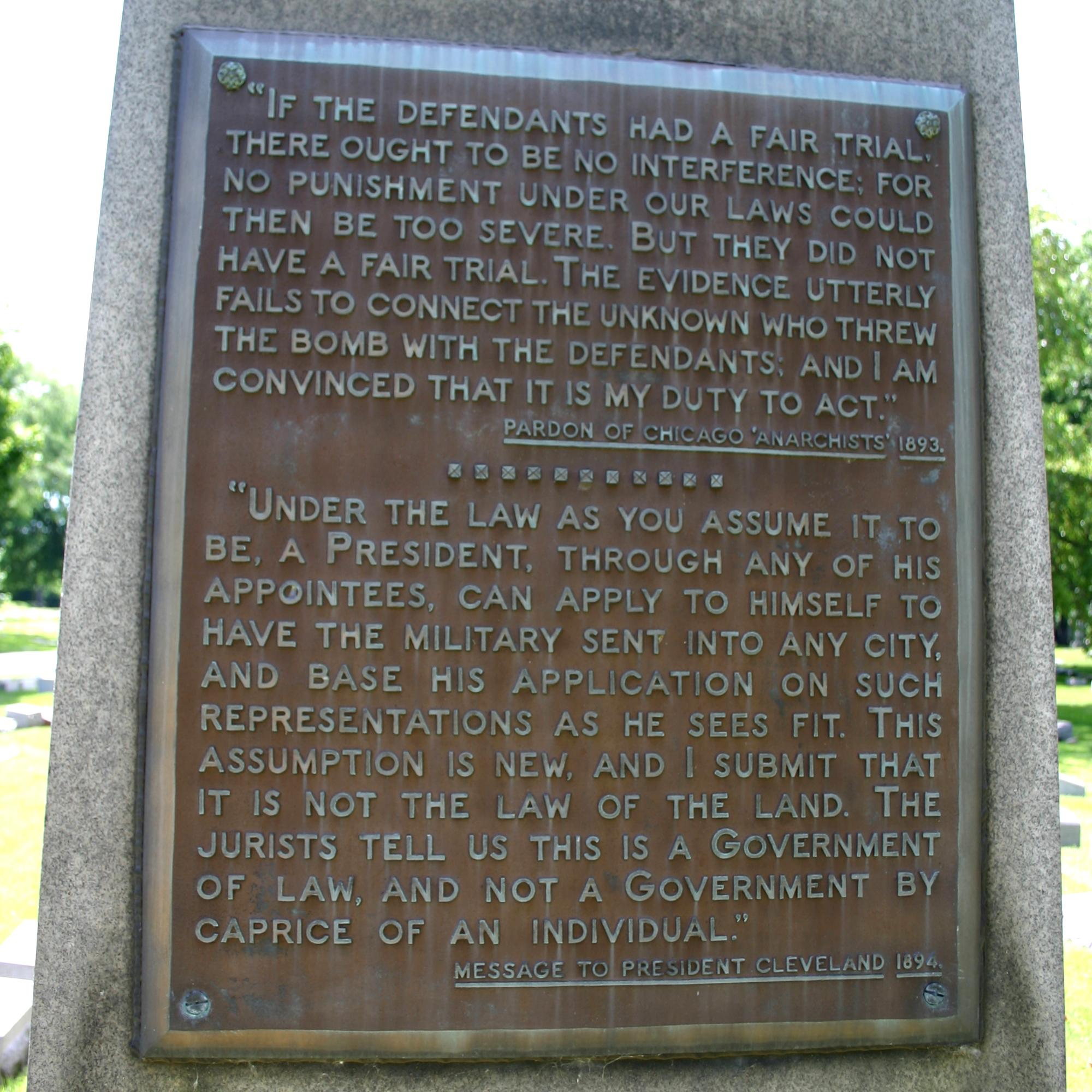
시카고 업타운의 그레이스랜드 묘지에 있는 올트겔드의 묘비

올트겔드는 1902년 3월 졸리엣에서 보어인을 대표하여 연설을 한 동안 뇌출혈을 겪을 때 대로의 법률 사무소에서 변호사로 일을 하고 있었다.  그는 사망 당시 54세였다.  그의 시신이 시카고 공공 도서관의 로비에 놓이면서 수천명이 지나쳐 갔고 그는 대로와 헐 하우스의 창립자 제인 애덤스에 의하여 칭찬을 받았다.
올트겔드는 시카고 업타운에 있는 그레이스랜드 묘지에 안장되었다.
주지사는 일리노이주의 대학들에서 5개의 성과 같은 구조물의 디자인에 영향을 주었다.  하나는 미국 국립사적지에 있는 일리노이 대학교 어배너-섐페인에 있는 올트겔드 홀이다.  그것은 현재 수학과가 있는 곳이며 이전적으로 법학 대학원과 대학 도서관으로 이용되었다.  다른 4개는 일리노이 주립 대학교에 있는 존 W. 쿡 홀과 이스턴 일리노이 대학교에 있는 올드 메인은 물론 서던 일리노이 주립 대학교 카본데일과 노던일리노이 대학교에 있다.  미국에서 첫 주택 프로젝트들 중의 하나였던 시카고의 올트겔드 가든 홈스는 전 주지사의 이름을 땄다.  링컨 공원에는 올트겔드의 동상이 세워져있다.

## 역대 선거 결과
| 선거명      | 직책명                        | 대수 | 정당             | 득표율 | 득표수    | 결과 | 당락                 |
| ----------- | ----------------------------- | ---- | ---------------- | ------ | --------- | ---- | -------------------- |
| 1884년 선거 | 하원의원 (일리노이 제4선거구) | 49대 | 민주당           | 44.85% | 15,291표  | 2위  | 낙선                 |
| 1892년 선거 | 일리노이 주지사               | 20대 | 민주당           | 48.74% | 425,558표 | 1위  | 일리노이 주지사 당선 |
| 1896년 선거 | 일리노이 주지사               | 21대 | 민주당           | 43.66% | 474,256표 | 2위  | 낙선                 |
| 1897년 선거 | 상원의원 (일리노이 제3부)     | 55대 | 민주당           | 38.12% | 77표      | 2위  | 낙선                 |
| 1899년 선거 | 시카고 시장                   | 37대 | 지방 소유권 정당 | 15.43% | 47,169표  | 3위  | 낙선                 |